# Tiempo imaginario
Tiempo imaginario es un concepto derivado de la mecánica cuántica. Se usa para describir modelos del universo en física cosmológica. El concepto tiempo imaginario fue popularizado por Stephen Hawking en su libro Historia del tiempo.
El tiempo imaginario es difícil de visualizar. Si visualizamos el "tiempo normal" como una línea horizontal con el pasado a un lado y el futuro en el otro, el tiempo imaginario sería perpendicular a esta línea igual que los números imaginarios corren perpendiculares a los números reales en el plano complejo. Sin embargo, el tiempo imaginario no es imaginario en el sentido de "irreal" o "inventado", simplemente se encuentra en una dirección diferente al tiempo que experimentamos. En esencia, el tiempo imaginario es una manera de ver la dimensión temporal igual que si fuera espacial: es posible moverse en el tiempo imaginario hacia atrás y hacia delante simplemente como nos movemos en el espacio hacia izquierda y derecha.
El concepto de tiempo imaginario es útil en cosmología porque ayuda a "alisar" las singularidades espacio-temporales en los modelos del universo. Las singularidades suponen un problema para los físicos porque son áreas donde las leyes físicas conocidas no son aplicables. El Big Bang por ejemplo aparece como una singularidad en el "tiempo normal", pero cuando se aplica el concepto de tiempo imaginario la singularidad desaparece y el Big Bang funciona como cualquier otro punto del espacio-tiempo.
Stephen Hawking propuso que el propio espacio-tiempo debería estar curvado en un universo de cinco dimensiones, lo que permitiría evitar las limitaciones teóricas de la relatividad general cuando se enfrenta a las singularidades del espacio-tiempo, tales como el propio Big bang. Puesto que el tiempo imaginario es tratado en pie de igualdad con respecto a las otras tres dimensiones  espaciales, se puede hipotetizar que el universo simplemente Es, y lo que fue o será en el tiempo real solo tiene importancia para los seres conscientes que lo habitan, no para explicar su esencia misma. Preguntarse qué hay antes del Big bang en la superficie de una hiperesfera 5D es lo mismo que preguntarse qué hay más allá del polo norte en la superficie de una esfera 3D.